# Diodotos I.

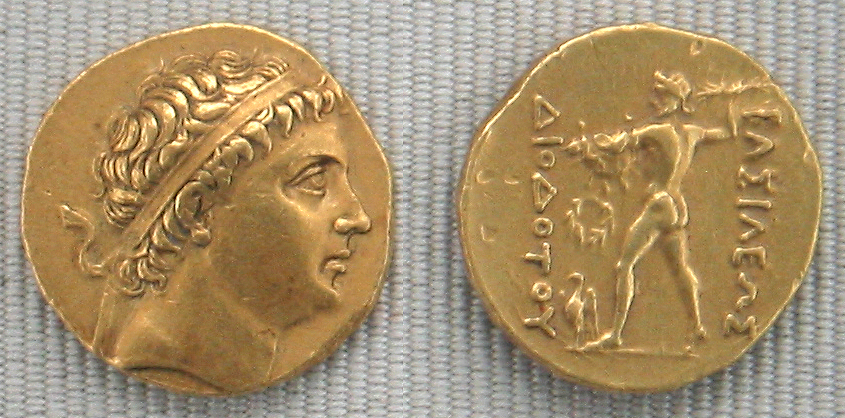
Goldmünze von Diodotus I.

Diodotos I. (altgriechisch Διόδοτος Diódotos) war der Begründer des Griechisch-Baktrischen Königreiches, der um 255 bis 235 v. Chr. regierte.
Er war zunächst ein Satrap des Seleukidenreichs, der dann aber gegen dessen König Antiochos II. rebellierte. Er kämpfte gegen das entstehende Partherreich, das er in seine Schranken weisen konnte und scheint auch eine Allianz mit Seleukos II. gegen dieses eingegangen zu sein. Diodotus I. wird bei klassischen Autoren genannt und ist vor allem von seinen Münzen her bekannt. Sein Nachfolger war sein Sohn Diodotos II.